# Долина Сузи
45°08′00″ пн. ш. 7°03′00″ сх. д. / 45.133333333333° пн. ш. 7.05° сх. д.
Долина Сузи або Валь-ді-Суза (італ. Val di Susa; п'єм. Valsusa; фр. Val de Suse; окс. Val d'Ors) — долина в регіоні П'ємонт на півночі Італії, розташована між Грайськими Альпами на півночі та Котськими Альпами на півдні. Це одна з найдовших долин італійських Альп. Вона простягається на 50 кілометрів у напрямку схід-захід від французького кордону до околиць Турина. Долина отримала свою назву від міста Суза, яке лежить у долині. Через долину протікає річка Дора Ріпарія, притока По.
Через долину пролягає автомагістраль від Турина до Шамбері у Франції через тунель Фрежюс або через перевал Мон-Сені (2083 м), а також до Бріансона у Франції, через перевал Монженевр.

## Географія
Вершини, які оточують долину, включають:
- Пуант де Ронс — 3612 м
- Роккамелоне  — 3,538 м
- П'єр Меню — 3506 м
- Рогонса д'Еташ — 3382 м
- Пунта Сомельє — 3332 м
- Пунта Рам'єр — 3303 м
- Монт Чабертон — 3131 м
- Монте Орсьєра — 2 890
- Пунта Лунелла — 2272 м
- Монте-Коломбано — 1658 м
- Монте Музіне — 1150 м

## Історія

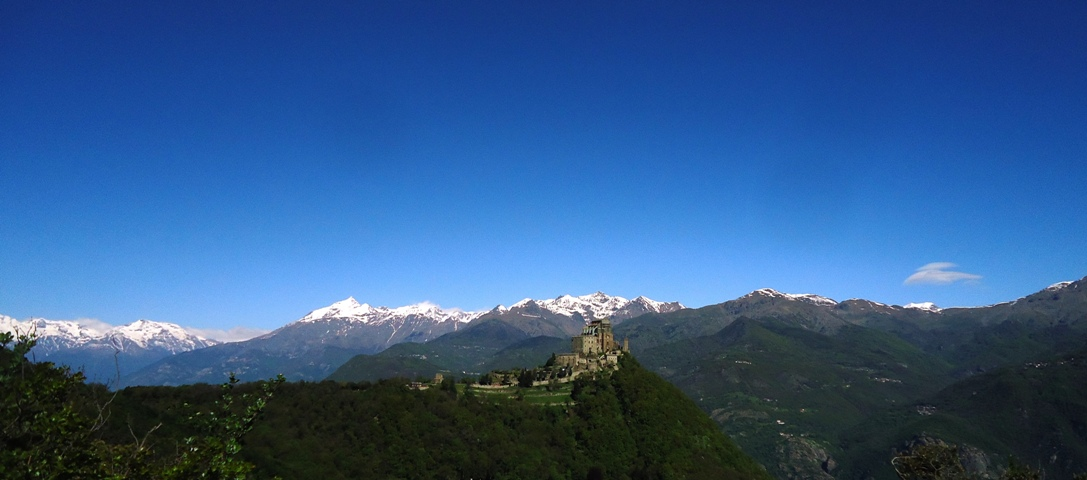
Абатство Сакра-ді-Сан-Мікеле та Альпи навколо долини Сузи

Під час римської епохи Август уклав союз із галльським племенем Сегузініїв з Коттії Регнум, щоб з'єднати Італію та Францію, побудувавши дорогу через долину та через перевал Монженевр, який зараз знаходиться в 2 км від італійського кордону.
У середні віки дорога називалася Via Francigena (дорога франків), і паломники, які прибували з Франції, проходили через перевал Мон-Сені та долину Суза на шляху до Риму. Це був один із найбільш використовуваних альпійських перевалів від середньовіччя до XIX століття. Кілька абатств було побудовано для розміщення паломників, як-от абатство Новалеза, засноване в 726 році нашої ери біля підніжжя гори, і монументальне абатство Сакра-ді-Сан-Мікеле .

Долина Суза в напрямку з Франції до Італії

## Головні пам'ятки

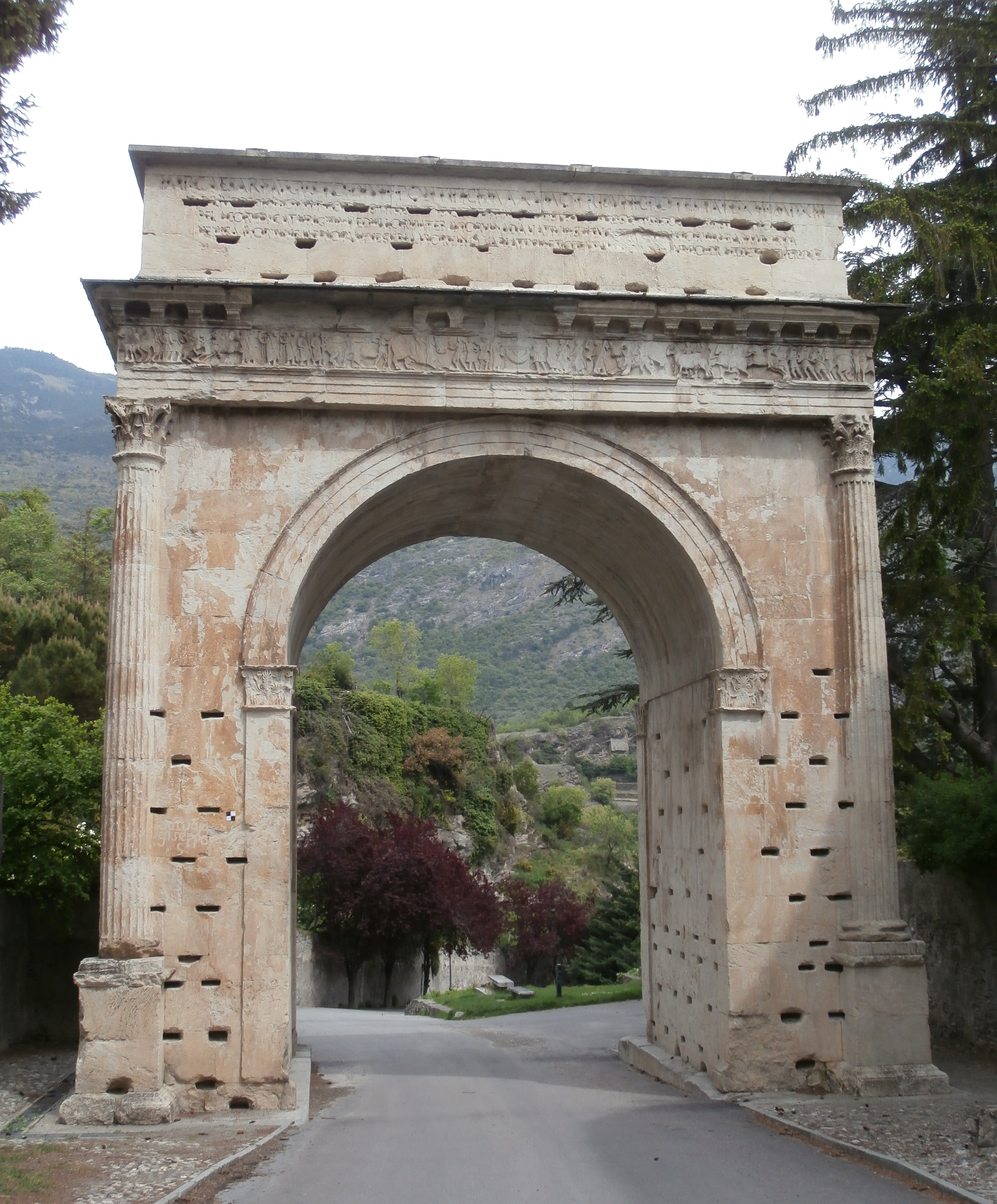
Арка Августа в Сузах.

- Арка Августа в Сузах.Сакра-ді-Сан-Мікеле (Абатство Святого Михаїла), засноване в XI столітті на вершині гори Пірчіріано, біля входу в долину зі сторони Туріна.
- Абатство Новалеза, засноване патрікієм Аббоном Прованським в 726 році нашої ери на шляху до перевалу Мон-Сені.
- Сузанський собор, стародавнє абатство Сан-Джусто в Сузах, засноване Олдеріко Манфреді в 1029 році.
- Сузанська арка Августа, встановлена у 8 до н. е.
- Чартерія Монтебенедетто (Віллар-Фокк'ярдо), заснована в 1197 році.
- Замок Брузоло, побудований в 1227 році.

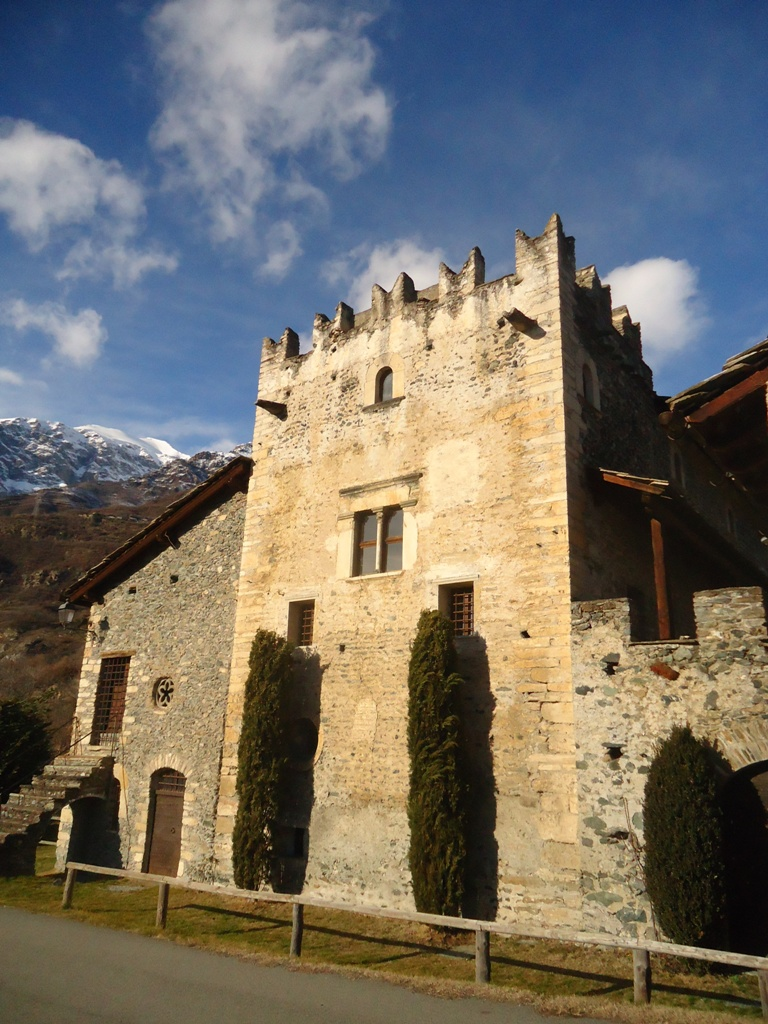
Казафорте К'янокко.

- Казафорте ді К'янокко
- Форт Вигнанців

## Швидкісна залізниця Турин–Ліон
Протестувальники вели 10-річну боротьбу, щоб запобігти будівництву залізничного тунеля через долину.